# Provincia de Nouaceur
La provincia de Nouaceur es una de las provincias marroquíes situadas en la región de Casablanca-Settat.
En la provincia se encuentra el Aeropuerto Internacional Mohammed V, uno de los tres aeropuertos más grandes de África.

## Historia
La provincia de Nouaceur fue creada por decreto n°2.03.527 de 10 de septiembre de 2003 en virtud del cual esta provincia ya no dependía de a ex prefectura de Ain Chock Hay Hassani tras haber sido incorporada desde 1991.

## Geografía
Limita al norte por el Océano Atlántico, al sur y al oeste por la provincia de Settat y al este por la provincia de Mediuna.

## División administrativa
La provincia de Nouaceur consta de 1 municipios y 3 comunas:

### Municipios
- Nouaceur

### Comunas
- Bouskoura
- Dar Bouazza
- Oulad Salah

## Telecomunicaciones
La provincia está equipada con : 
- 5 centros telefónicos públicos ;
- 2 oficinas de correos ;
- 47 cabinas telefónicas ;
- 1 agencia postal.

## Transporte ferroviario
Cuenta con tres estaciones : 
- Bouskoura
- Nouaceur
- Aeropuerto Mohammed V

## Enseñanza

### Enseñanza pública
- 62 escuelas coránicas
- 25 escuelas primarias
- 4 colegios
- 2 institutos
- Academia Internacional Mohammed VI de Aviación Civil

### Enseñanza Privada
- 3 escuelas primarias
- 1 colegio
- 1 universidad privada

## Salud
- 1 hospital en construcción en Dar Bouazza
- 4 centros de salud
- 1 maternidad
- Centro "Ennour" de reeducación funcional de inválidos en Bouskoura
- Ciudad "SOS Enfants" de Dar Bouazza

## Juventud y deporte
- 2 casas de la juventud
- 3 estadios de fútbol, el de Bouskoura en construcción.